# Понтифик
Понти́фик (понти́фекс, от лат. pontifex) в Древнем Риме — член высшей коллегии жрецов, которая управляла всеми делами религии.
Вместе с верховным понтификом (pontifex maximus) их число доходило до 5, затем — до 9, при Сулле — до 15, в империи число понтификов было ещё больше. Титул великого понтифика носил римский император до 382 года, сейчас его носит Папа Римский.

## Этимология

### Версии древних исследователей
- Большинство древних исследователей производило слово pontifex от pons и facio и толковало его в том смысле, что жрецы, носившие это имя, первоначально должны были наблюдать за ремонтом и постройкой Свайного моста в Риме (Pons Sublicius), имевшего в религиозном отношении громадную важность (Варрон, Дионисий Галикарнасский, Плутарх, Тит Ливий)[2].
- Великий понтифик Публий Муций Сцевола, также Лукан и Лид производили это слово от posse и facere так что pontifex = potifex, то есть «имеющий власть совершать жертвоприношения»[2].

### Версии новейшего времени
- В новейшее время Жозеф Рубино[3], Моммзен[4] и Буше-Леклерк[5] полагали, что понтифики заведовали первоначально постройкой моста через Тибр, как важного центра религиозных церемоний, то есть повторяли старую гипотезу; Моммзен прибавлял, что понтифики были инженерами, и только им были известны тайны чисел и мер. Отсюда исходили их обязанности по составлению календаря, наблюдению за правильным следованием праздников и т. д.[2]
- По Ланге[6] и Куну (Kuhn), понтифики первоначально были строителями дорог, преимущественно для религиозных целей, причём слово pontifex содержало в себе тот же корень, что в словах πάτος, πόντος и т. д.[2]
- Карл Гёттлинг отождествлял слово pontifex со словом pompifex = устроитель церемоний (др.-греч. πομπή)[2].
- Марквардт[7] производил это слово от корня pu, который встречается в словах purus, punio, poena, и видел в понтификах жрецов-очистителей[2].
- Вольфганг Гельбиг под словом pons подразумевал свайную постройку и предполагает, что понтифики существовали ещё в эпоху италийских озёрных поселений и имели отношение к возведению свайных построек[2].
- Александр Энман[8], исходя из предположения, что главной обязанностью понтификов было составление календаря, производил корень pont от глагола pendo, pendeo (вешать, висеть) и ставил его в связь с обязанностью понтификов вывешивать календарь для всеобщего обозрения[2].

## Древний Рим
Понтифики (или понтифексы) составляли в Древнем Риме коллегию, имевшую высший надзор за отечественным культом. Происхождение коллегии относится к легендарной эпохе царей и связано с именем царя Нумы Помпилия, который, по преданию, организовал коллегию и сам был первым верховным жрецом.
Так как первоначально одни патриции были членами общегосударственной религиозной семьи, то они одни и имели право занимать жреческие должности; плебеи были допущены к понтификату лишь в 300 году до н. э.
В области сакрального права понтифики представляли собой как бы государство, имея все права, какие были доступны в Риме жречеству.
Значение понтификов в области юриспруденции и религиозного права было особенно велико в первое время республики, когда патриции ещё не были уравнены в правах с плебеями. Как сторонники патрицианской партии, понтифики играли значительную роль в этой борьбе, пока демократия не подорвала их влияния изданием календаря (fasti) и «строгого права» (legis actiones), в результате чего плебеи были допущены к понтификату (с 300 года, в силу Lex Ogulnia). Первым великим понтификом из плебеев был в 254 году до н. э. Тиберий Корунканий.
Сильный удар понтификату был нанесён в 131 году до н. э. консулом П. Лицинием Крассом, который, будучи вместе с тем великим понтификом и не имея права покидать Италию, отправился с войсками в Азию. С этого времени закон, запрещавший великому понтифику выезжать из Италии, не раз нарушался в I веке до н. э. носителями гражданской власти (например, Цезарь, в сане великого понтифика, вёл войну в Галлии). Вообще в I веке до н. э., с разрушением основ республиканских учреждений, упал на время и авторитет понтификата.
Август, однако, вновь возвысил значение коллегии, сделав титул великого понтифика императорским. Для исполнения текущих дел была учреждена (с 155 года) должность промагистра, назначавшегося на один год. Традиционное уважение к понтификату пережило язычество, и если Грациан в 382 году отказался от этого титула, то лишь для того, чтобы порвать с древней религией. Позднее титул великого понтифика перешёл к римскому первосвященнику — папе.

### Отличия понтификата от магистратуры
- магистраты избирались на год, понтифики были пожизненными жрецами;
- магистраты избирались на комициях с полным составом избирательных голосов, понтифики назначались верховным жрецом, а если позднее (с III века до н. э.) и избирались в трибных комициях, то при участии лишь меньшинства голосов (17 триб из 35);
- две магистратуры не были совместимы в одном лице, понтификат был совместим с любой магистратурой[2].

### Организация коллегии
Организация коллегии понтификов была закончена уже в царский период; в начале Республики была создана лишь должность верховного жреца, который заменил собой царя (Ланге полагает, что должность Великого понтифика (Pontifex Maximus) существовала и в царский период) и был носителем власти; остальные члены коллегии составляли его совет (consilium).
Сначала всех членов коллегии понтификов было пять (шестым, вероятно, был царь или Великий понтифик), с 300 года до н. э. — девять (в том числе 4 из плебеев), с 81 года — пятнадцать.
Выше всех членов коллегии стоял Великий понтифик, в лице которого сохранился остаток древнейшего монархического строя. Из квазимагистратских компетенций ему принадлежало право назначать жрецов, творить суд в пределах сакрального права, управлять сакральной кассой. Право назначения жрецов перешло, вместе с прерогативами царской власти в области сакрального права, к понтификам ещё в начале Республики.

### Права понтификов
Выбор нового члена
Члены коллегии имели право кооптации, то есть избрания нового члена из среды жрецов.
В 104 году до н. э. народный трибун Гней Домиций Агенобарб провёл плебисцит, узаконивший новый порядок пополнения коллегии: понтифики должны были выставлять (nominare) известное число кандидатов, из которых 17 триб жребием выбирали новых понтификов; за выборами на комициях следовала обычная кооптация. С этого времени comitia sacerdotum вошли в порядок государственной жизни и происходили раз в год для высших жреческих коллегий.
Отменённый в 81 году до н. э. Суллой, закон Домиция был вновь введён в действие в 63 году до н. э., в силу плебисцита Лабиена. С 14 года до н. э. выбор жрецов был поставлен в формальную зависимость от сената, действительную — от императора.
Правовые действия
Правом давать постановления понтифики обладали не в полной степени: они могли лишь совершать некоторые правовые акты:
- adrogatio (переход в другую фамилию),
- detestatio sacrorum (отречение патриция от родового культа и переход в плебейство),
- testamenta  — в комициях по куриям.

Собравшийся народ не голосовал предложения, но был лишь свидетелем при совершении актов; председателем комиций был великий понтифик. По Моммзену, понтифик мог лишь делать устное заявление, но не давать постановления.
В сакральном судопроизводстве роль понтификов ограничивалась подачей мнения, установлением вины и т. п. Право налагать наказание великий понтифик имел лишь по отношению к жрецам (фламины, жертвенный царь) и весталкам. Последних он, вместе с коллегией, имел право приговорить к погребению заживо в случае нарушения обета целомудрия. Духовное имущество находилось в распоряжении общины; понтифики могли лишь распоряжаться теми суммами, которые поступали специально в их кассу (arca pontificum) из штрафов и т. п. Понтифики имели верховный контроль за культом отечественных богов и право авторизации во всех вопросах общественной и частной религии.

### Инсигнии, знаки отличия
Инсигниями понтификов были:
- simpulum — сосуд для возлияний,
- secespita — жертвенный нож,
- dolabra — секира,
- aspergillum — кропило,
- galerus — особая причёска с головным убором,
- apex — шерстяная остроконечная конусообразная шапочка.

Как sacerdotes populi Romani, понтифики были свободны от воинской повинности, от податей и остальных гражданских тягостей. Их внешними знаками отличия, кроме служебных, были toga praetexta и почётные места на общественных зрелищах.

### Священнодействия и церемонии
При священнодействиях и церемониях понтифик или сам был жрецом и священнослужителем, или фигурировал при священнодействующем магистрате в качестве советника и помощника.
В первом случае понтифик, как жрец высшего ранга, служил олицетворением отеческой власти, которая была неотделима от жреческой в области домашнего культа. Государство представляло собой громадную семью, духовный отец которой — понтифик — был свершителем фамильного культа так называемых dii patrii (с лат. — «боги отечества», «боги отцов», и одновременно - «боги-отцы» (см. также лары)), причём весталки и фламины считались как бы его детьми.
Regia (дворец), где заседала коллегия понтификов, был местом культа Януса, Юноны, Марса, Квирина, Сатурна, общественных пенатов и ларов. Кроме регии, понтифики исполняли жреческие обязанности и в других храмах, в разных частях города и по поводу разных случаев, так как римские храмы не имели постоянного причта, кроме храмовых сторожей (aeditui). Под наблюдением понтификов происходили искупительные жертвы в случаях нарушений обрядов, допущенных магистратами и др., нарушений божественного права, искупления продигий, произнесения обетов, посвящения богам. Понтифики указывали, какому божеству и когда надо молиться, какие меры принимать, чтобы умилостивить богов в каждом конкретном случае и т. п.

### Календарь понтификов
В обязанности понтификов входило составление и обнародование календаря, заключавшего в себе программу государственного богослужения. Как жрецы и высшие блюстители культа, понтифики должны были первые знать и доводить до всеобщего сведения, какие дни посвящены каким богам, какие дни должны считаться выходными, какие дни освящены каким воспоминанием, когда следует вставить високосный месяц для восполнения солнечного периода.
Из-за отсутствия научных знаний и господства суеверий, они плохо исполняли эту задачу; кроме того, они часто пользовались своей прерогативой в политических целях, сокращая или удлиняя год для продления или сокращения срока магистратуры, контрактов, судебных процессов и т. п. Поэтому в I веке до н. э. действительный римский год значительно отстал от астрономического, и Цезарь, производя в 46 году до н. э. реформу календаря, должен был принять год, следовавший за введением реформы, в 445 дней.
Праздники
При распределении праздников в году, понтифик намечал лишь постоянные (stativae) праздники, а подвижные (conceptivae) и чрезвычайные (imperativae) устанавливались консулом и городским претором.

### Хранители религиозного архива
Понтифики были хранителями религиозного архива, который состоял при регии. Документы, хранившиеся в этом архиве, носили общее название книги понтификов (libri pontificum или pontificii), а порознь имели следующие наименования:
1. album pontificum — хронологический список членов коллегии;
2. acta pontificum — протоколы служебных актов коллегии;
3. indigitamenta — формулы молитв и заклинаний на все случаи жизни;
4. обрядовые предписания;
5. commentarii pontificum — сборник декретов (decreta) и ответов (responsa), составивших римское обычное право и содержавших толкование на законы XII таблиц. Они имели в судах силу законов и сделались источником права. В 200 году Aelius издал первый трактат по римскому праву, воспользовавшись комментариями понтификов. В сборник входили также legis actiones (строгое право);
6. Fasti — праздничный календарь, хронологические списки;
7. Fasti consulares — списки консулов;
8. «Великие анналы» (лат. Annales maximi) — летопись, выставлявшаяся публично в регии. В 130 году до н. э. прежние летописные доски (tabulae pontificum, annales pontificum) были уничтожены[источник не указан 1074 дня], вследствие обилия существовавшего в это время исторического материала; позднее оставшийся летописный материал был издан в 80 книгах под названием «Великие анналы»;
9. Leges regiae — кодекс сакрального права. К религиозной юрисдикции относились дела по заключению браков per confarreationem, по составлению завещаний, по совершению заупокойных обрядов. Юрисконсультские обязанности, по традиционной преемственности, до конца республики лежали на понтификах, которые были и богословами, и юристами, и давали советы в области как сакрального, так и гражданского права. К ним обращались все желавшие начать какое-нибудь гражданское дело (agere) за указаниями, какой надо применить закон, какие совершить формальности; с этой целью коллегия выделяла одного члена, который в течение года давал консультации частным лицам[2].

Legis actiones были изданы в 304 году до н. э., вместе с календарём, курульным эдилом Гнеем Флавием.

### Списки древнеримских понтификов
Списки понтификов издавались Буше-Леклерком (Bouche-Leclercq, «Les pontifes de l’ancienne Rome»; Париж, 1871) и Марквардтом (Marquardt, «Die Römische Staatsverwaltung» (III т., 234—321, Берлин, 1885).

### Понтифик в современном понимании
Сегодня понтификом называют папу римского — видимого главу римской католической церкви и католицизма в целом. Ведь для абсолютного большинства католиков папа является своеобразным «мостом» между людьми и Богом.